# غريس جيل
غريس جيل (بالإنجليزية: Grace Gill-McGrath)‏ (27 يونيو 1989 بداروين في أستراليا - ) هي لاعبة كرة قدم أسترالية في مركز الوسط. لعبت مع كانبيرا يونايتد و1. FC Slovácko (women) ‏.

## وصلات خارجية
- غريس جيل على موقع قاعدة بيانات كرة القدم.إي يو (الإنجليزية)